# Source Filmmaker
Source Filmmaker (souvent abrégé en SFM) est un ensemble d'outils logiciels d'infographie 3D le plus souvent utilisé pour créer des films d'animation, en utilisant le moteur de jeu Source. L'outil, créé par Valve, a été utilisé pour créer plus de 50 courts métrages d'animation officiels pour ses jeux Source, notamment pour Team Fortress 2 (avec la série Meet The Team), la série Left 4 Dead et Half-Life 2. Le 27 juin 2012, Valve a publié une version bêta ouverte gratuite du SFM à la communauté des joueurs via son service Steam,.

## Aperçu
Source Filmmaker est un outil d'animation, de montage et de rendu de vidéos animées en 3D à l'aide d'éléments de jeux utilisant la plate-forme Source, notamment des sons, des modèles et des arrière-plans. Les outils permettent également la création d'images fixes, d'art et d'affiches.
SFM propose à l'utilisateur une « caméra de travail » qui lui permet de prévisualiser son travail sans altérer les caméras de scène. Il utilise également trois interfaces utilisateur principales pour réaliser des films avec :
- L'éditeur de séquences est utilisé pour enregistrer, modifier et organiser des prises de vue, qui peuvent contenir un gameplay enregistré et des ressources placées par l'utilisateur. L'éditeur de séquences permet également à l'utilisateur de placer et d'organiser des fichiers audio et des filtres vidéo[6],[7],[8],[9].
- L'éditeur de mouvement est utilisé pour les ajustements de mouvement au fil du temps, tels que la fusion de deux animations. Les préréglages de mouvement (par exemple, tremblement, lissage) peuvent également être appliqués sur des trajectoires de mouvement sélectionnées[10],[11],[12].
- L'éditeur de graphes est utilisé pour éditer le mouvement en créant des images clés ; qui peut être utilisé pour l'animation image clé par image clé[13],[14].

SFM permet aux utilisateurs d'enregistrer et de modifier des mouvements à partir de gameplay ou de zéro, ainsi que d'enregistrer un personnage plusieurs fois dans la même scène, créant l'illusion de plusieurs entités. SFM peut prendre en charge un large éventail d'effets et de techniques cinématographiques tels que le flou de mouvement, les effets Tyndall, l'éclairage dynamique et la profondeur de champ. Il permet également l'animation manuelle des os et des traits du visage, permettant à l'utilisateur de créer des mouvements qui ne se produisent pas en jeu (puisque dans les jeux, presque toutes les séquences d'animation de personnages sont présentes dans un ensemble de mouvements différents et la quantité d'animations différentes séquences est limité). 

## Développement et mises à jour

### Versions avant-première
SFM a été développé en interne chez Valve dès 2005, dérivé de l'outil de lecture de démo du moteur Source et utilisé pour créer des bandes-annonces Day of Defeat: Source avec des effets expérimentaux qui ne pouvaient, à l'époque, pas être obtenus en temps réel. Le plein potentiel de l'outil a finalement été exploité avec la sortie de The Orange Box, en particulier avec les courts métrages Meet the Team pour Team Fortress 2. Cette version de SFM, qui fonctionnait à l'aide de l'infrastructure logicielle d'outils de jeu de Source, a été divulguée par inadvertance lors de la version bêta publique de TF2 en septembre 2007. En 2010, l'intégralité de l'interface a été réimplémentée à l'aide de Qt 4 et dotée de sa propre branche de moteur pour un développement ultérieur.
Avant que Source Filmmaker ne soit officiellement rendu public, Team Fortress 2 proposait une version simplifiée de l'outil appelée Replay Editor ; il se limite à capturer les événements réels se produisant au cours de la vie d'un joueur pendant une partie sans possibilité de modifier les actions, de répéter des segments ou d'appliquer des effets spéciaux au-delà de ceux déjà utilisés dans le jeu. Cependant, des angles de caméra arbitraires sont possibles, comme le suivi des actions des autres joueurs en action à ce moment-là. Replay intègre la possibilité de téléverser des vidéos sur YouTube.

### Versions bêta
Le 27 juin 2012, le jour même de la sortie de la dernière vidéo de la série Meet the Team, Meet the Pyro, Source Filmmaker est devenu disponible en quantité limitée via le réseau Steam,. SFM est en version bêta ouverte pour Windows depuis le 11 juillet 2012,.
Le 1er avril 2013, Valve a implémenté la prise en charge du Steam Workshop, qui permet aux utilisateurs de télécharger leurs propres ressources personnalisées sur la communauté Steam ; ces ressources vont des modèles et des sons de jeux vidéo aux fichiers de projet d'animation bruts.
Un portage de Source Filmmaker vers le moteur Source 2 est sorti le 15 mai 2020 avec des outils de développement pour Half-Life : Alyx. 

## Voir également
- Saxxy Awards (en)
- Machinima